# Vera Santos
Vera Lúcia Montez dos Santos (3 de diciembre de 1981 en Santarém) es una atleta portuguesa especializada en marcha atlética.
En 2008 consiguió la medalla de bronce en la Copa del Mundo de Marcha Atlética disputada en Cheboksary, (Rusia). Posteriormente, en la Copa del Mundo de 2010, disputada en Chihuahua, se alzó con el segundo puesto, tras María Vasco.
A pesar de conseguir la marca mínima para los Juegos Olímpicos de Atenas 2004, quedó fuera de la selección en aquella ocasión. Se clasificó también para los Juegos Olímpicos de Pekín 2008 en los que se quedó en el puesto 9. En el año 2012 participó en los Juegos Olímpicos de Londres 2012 terminando en el puesto 49 en su segunda participación en unos juegos olímpicos.

## Enlaces externos

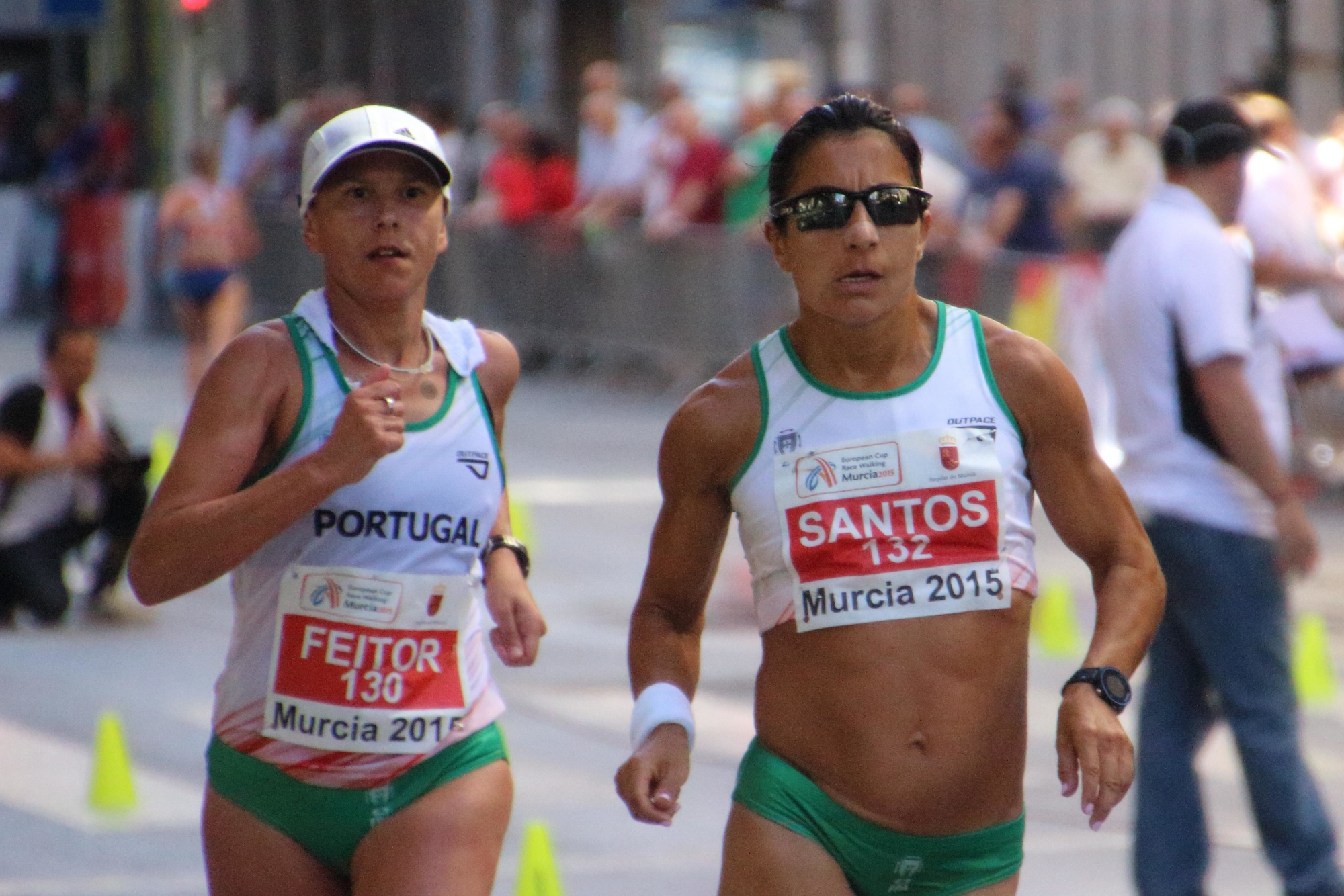
Vera Santos (132) y Susana Feitor (130) en la Copa de Europa de Marcha Atlética de 2015 celebrada en Murcia, España.